# Cahya Tani
Cahya Tani is een bestuurslaag in het regentschap Ogan Komering Ilir van de provincie Zuid-Sumatra, Indonesië. Cahya Tani telt 3772 inwoners (volkstelling 2010).